# Souvenir d'Afrique
Pour plus de détails, voir Fiche technique et Distribution.
Souvenir d'Afrique (titre original : African Diary) est un court métrage d'animation américain de la série de Dingo, réalisé par Jack Kinney et produit par les studios Disney, sorti le 20 avril 1945 aux États-Unis.

## Synopsis
Dingo raconte ses expéditions en Afrique à la recherche d'aventure. Dans son safari, un rhinocéros blanc va le forcer à regagner son navire amarré sur la côte.

## Fiche technique
- Titre français : Souvenir d'Afrique
- Titre original : African Diary
- Autres titres[1] :
  - Suède : Dagbok från en safari, Jan Långben i Afrika, Jan Långben på safari
- Série : Dingo
- Réalisation : Jack Kinney
- Scénario : Bill Peet[1],[2]
- Musique originale : Oliver Wallace
- Animateur : Marc Davis, Andy Engman, Eric Larson, Murray McClellan
- Décors : Ray Huffine
- Layout : Lance Nolley
- Producteur : Walt Disney
- Société de production : Walt Disney Productions
- Distributeur : RKO Radio Pictures
- Pays d'origine :  États-Unis
- Langue : Anglais
- Format : Couleur (Technicolor) - Son : Mono (RCA Sound System)
- Durée : 7 min 04 s[2]
- Dates de sortie : 20 avril 1945[3]

## Voix originales
- Pinto Colvig : Dingo (voix)[1]

## Voix françaises

### 1erdoublage (années 1980)
- Roger Carel : Narrateur / Dingo

### 2edoublage (1989)
- Philippe Dumat : Narrateur
- Roger Lumont : Dingo
- Gérard Rinaldi : Dingo (version alternative 1991)

## Commentaires
- D'après Dave Smith, le film se passe en Côte d'Ivoire[3].
- Ce film est en quelque sorte une suite de Tiger Trouble, autre périple africain de Dingo.

## Voir  aussi

### Liens  externes
- « Souvenir d'Afrique » (présentation de l'œuvre), sur l'Internet Movie Database